# Новониколаевское общество любителей конского дела и скачек
Новониколаевское общество любителей конского дела и скачек — общество конных скачек, существовавшее в Новониколаевске в начале XX века.

## История
1 января 1903 года в Новониколаевском общественном собрании в присутствии пристава Новониколаевского посёлка Полякова было организовано собрание 47 учредителей Общества любителей конского дела. Для предотвращения несчастных случаев на улицах поселковая власть предложила присутствующим устроить ипподром: на реке Обь в зимний период и близ местного старого кладбища летом.
Учредители приняли постановление, в котором указывалось о необходимости обращения к Томскому губернатору с просьбой об утверждении устава общества, организации временного ипподрома на Оби с теплой караулкой, ограждением из решетника и крытым помещением для посетителей, а также об избрании уполномоченных П. Кривцова, Г. Соковича, К. Бооникалт, Ф. Мартынова, Г. Мощевитинова, А. Олюнина, М. Олюнина для решения задач нового учреждения.
После составления ходатайства к губернатору начался добровольный сбор средств на сооружения ипподрома.